# David Kachlík
David Kachlík (* 1974 Boskovice) je český lékař, anatom a pedagog zaměřující se na morfologii cévního řečiště, pohybové soustavy a jejich variabilitě a klinické aplikaci. Věnuje se anatomické terminologii a nomenklatuře, a to i v oblasti histologie a embryologie. V roce 2016 se stal profesorem anatomie, histologie a embryologie.
Působí na anatomickém ústavu 2. lékařské fakultě Univerzity Karlovy, který od roku 2016 vede. Od studentských let do roku 2015 pracoval na anatomickém ústavu 3. lékařské fakulty Univerzity Karlovy. Je spoluautorem vysokoškolských učebnic Memorix.

## Životopis
Po absolvování gymnázia v Blansku (1988–1992) vystudoval všeobecné lékařství na 3. lékařské fakultě Univerzity Karlovy, kde promoval s vyznamenáním v červenci 1998. Poté začal postgraduální studium oboru Biomedicína, nejprve v oborové radě vývojové medicíny, později experimentální chirurgie. Postgraduální studium dokončil obhajobou práce v roce 2006. Členem Akademického senátu 3. LF UK byl v letech 1993–1999 a 2002–2007. V roce 2017 byl zvolen do Akademického senátu Univerzity Karlovy. Docentem anatomie se stal na 3. LF UK v roce 2010. Profesorem anatomie, histologie a embryologie byl jmenován na návrh Vědecké rady Univerzity Karlovy v roce 2016 ve věku 41 let. V roce 2000 se stal výhercem v televizní soutěži O poklad Anežky České odehrávající se na zámku Náchod.

## Členství v odborných společnostech
David Kachlík se stal členem řady českých a mezinárodních odborných společností.
- Česká anatomická společnost (od 1999)
- European Associtation of Clinical Anatomy (od 2003)
- International Academy of Clinical Anatomy (od 2007)
- International Association of Medical Science Educators (2009–2011)
- Federative International Programme of Anatomical Terminologies (od 2011)
- International Symposium of Clinical and Applied Anatomy (od 2014)
- Česká flebologická společnost (čestné členství od 2017)